# Westing (Schweitenkirchen)
Westing ist ein Gemeindeteil von Schweitenkirchen im oberbayerischen Landkreis Pfaffenhofen an der Ilm. 

## Geographie
Die Einöde liegt circa fünf Kilometer nördlich von Schweitenkirchen und ist über die Kreisstraße PAF 23 zu erreichen.

## Geschichte
Westing wurde am 1. Mai 1978 als Ortsteil der zuvor selbstständigen Gemeinde Geisenhausen im Rahmen der Gemeindegebietsreform nach Schweitenkirchen eingegliedert.